# Jack Ram
Pour les articles homonymes, voir RAM.

a Compétitions nationales et continentales officielles uniquement.

b Matchs officiels uniquement.
Dernière mise à jour le 13 juillet 2025.
Jack Ram, né le 14 janvier 1987 à Sydney (Australie), est un joueur de rugby à XV international tongien évoluant au poste de troisième ligne aile. Il mesure 1,89 m pour 105 kg.

## Biographie
Jack Ram est né à Sydney en Australie, d'un père indo-fidjien et d'une mère tongienne. Il déménage aux Tonga avec sa famille alors qu'il est âgé de trois ans, et grandit à Nukuʻalofa.

## Carrière

### En club
Jack Ram commence à jouer avec le Lavengamalie Rugby Club dans le championnat amateur tongien. Il joue également avec les Tautahi Gold (en) dans le cadre de la Pacific Rugby Cup.
En 2011, il décide de rejoindre la Nouvelle-Zélande, et le club de Kerikeri dans le championnat amateur de la région de Northland. Grâce à ses performances, il est retenu dans l'effectif de la province de Northland pour disputer la saison 2012 de NPC. Il joue sept rencontres lors de sa première saison au niveau professionnel. En 2013, il ne joue que quatre matchs, avant qu'une blessure au genou ne mette fin à sa saison.
En 2015, il joue avec l'équipe Development (espoir) des Blues lors du début de saison. En juin 2015, il profite de nombreuses blessures à son poste pour être appelé avec l'équipe professionnelle de cette franchise pour disputer le dernier match de la saison de Super Rugby. La saison suivante, il est conservé dans l'effectif des Blues, mais ne dispute qu'une seule rencontre, en fin de saison contre les Crusaders,.
En décembre 2016, il rejoint le club anglais des Doncaster Knights évoluant en RFU Championship. Après s'être imposé comme un joueur important de sa nouvelle équipe, il prolonge son contrat pour une saison supplémentaire, mais il dispute entre-temps une dernière saison avec Northland en NPC,.
Il signe ensuite un contrat de deux saisons avec le Coventry RFC dans le même championnat,. Il quitte le club au terme de son contrat, en juin 2020.
En août 2020, il est annoncé qu'il rejoint le club américain des New England Free Jacks en Major League Rugby pour la saison 2021. Il ne dispute toutefois aucune rencontre pour une question de visa.
Après son passage avorté aux États-Unis, il rejoint le Stade nantais en août 2021, évoluant en Fédérale 2 (5e division).

### En équipe nationale
Jack Ram joue avec la sélection tongienne des moins de 19 ans en 2006.
Il joue ensuite avec l'équipe des Tonga de rugby à sept à partir de 2009, participant à des tournois régionaux, ainsi qu'au Sevens Series. En 2012, il fait partie de l'équipe qui dispute le tournoi de Wellington, et qui parvient à battre la sélection fidjienne, marquant à cette occasion deux essais.
Il est sélectionné pour la première fois avec l'équipe des Tonga à XV en juillet 2015. Il obtient sa première cape internationale le 29 juillet 2015 à l’occasion d’un match contre l'équipe des États-Unis.
Il fait partie du groupe tongien sélectionné par pour participer à la Coupe du monde 2015 en Angleterre. Il dispute trois matchs de la compétition contre la Géorgie, la Namibie et la Nouvelle-Zélande. À l'occasion du match contre la Namibie, il inscrit un doublé, et se voit décerner le titre d'homme du match.
En 2018, il fait son retour au rugby à sept, et dispute la Coupe du monde avec sa sélection.

## Palmarès

### En club
Néant

### En équipe nationale
- Participation à la Coupe du monde 2015 (3 matchs).